# Шредер, Фёдор Андреевич
Фёдор Андреевич Шредер (нем. Friedrich Enoch Schröder — Фридрих-Энох Шредер; 1764—1824) — писатель
 и журналист.

## Биография
Фридрих-Энох Шредер родился в Мекленбурге 9 сентября 1764 года. Воспитывался в сиротском доме в Галле, там же окончил университет по Богословскому факультету. В 1785 году приехал в Россию и сперва был домашним учителем в Лифляндии, в окрестностях Вендена.
Затем переехал в Петербург, где в 1793 году был посвящён в масонство в ложе «Урания».
В Петербурге занимался частными уроками, потом принял должность библиотекаря у великого князя Константина Павловича (вероятно, в начале 1800-х гг.), эту же должность занимал Шредер и в I кадетском корпусе, где, кроме того, был директором типографии. В 1796—1797 г. Шредер издал по бумагам Якова Рейнегса «Историко-топографическое описание Кавказа» («Allgemeine historisch-topographische Beschreibung des Caucasus»), 2 тома (посмертное издание). К II тому приложена биография автора, составленная Горстенбергом, и статья издателя, в которой он высказывает предположение, что у нас в Крыму и по берегам Чёрного моря сохранились ещё остатки готов, говорящих языком, близким к нижненемецкому.
В 1807 г. Шредер написал «Политическое рассуждение о происшествиях 1806 г.» («Politisches Raisonnement über die Begebenheiten des J. 1806»), переведенное в том же году на русский яз. Н. Гречем. С 1807—1810 г. Шредер издавал с Альберсом ежемесячный литературный журнал под заглавием: «St. Petersburgische Monatsschrift zur Unterhaltung und Belehrung» (Петербург, Митава, потом Рига).
В том же 1807 г. вместе с де ла Кроа (de la Croix) Шредер издавал исторический и политический журнал «Гений времен» (СПб.) и продолжал издавать его с Гречем в 1808 и 1809 гг. В 1810 и 1811 гг. Шредер издавал «Журнал новейших путешествий на 1809 и 1810 гг.» (12 частей СПб.), а в сотрудничестве с Гречем — «Европейский Музей» (извлечения из иностранных журналов на 1810 г.). С ним же с ноября 1812 г. Шредер издавал исторический и политический журнал «Патриот». Наконец в 1819 г. Шредер составил «Новейший путеводитель по С.-Петербургу». СПб. с планом и картой (Neuster Wegweiser durch St. Petersburg").
Видный масон. С 1815 года занимал различные офицерские должности в петербургской ложе «Петра к истине», где был 1-м стражем, оратором, мастером стула. Оратор в «шотландской» (высших степеней) ложе «Святого Георгия». Член капитула «Феникс».
Умер Шредер в Петербурге 12 (24) апреля 1824 г.